# Neopangrapta stenothyris
Neopangrapta stenothyris là một loài bướm đêm trong họ Noctuidae.